# Patria (azienda)
Patria è un gruppo finlandese nei settore della sicurezza, della difesa e aerospaziale, operante a livello internazionale.
Patria è uno dei principali sub-contraenti che lavorano con Airbus nella produzione dell'Airbus A380, il più grande aereo passeggeri del mondo. Patria realizza la progettazione e produzione degli 8 spoiler in materiali compositi che si trovano su ogni ala del velivolo.
Specializzata in strutture composite, Patria collabora anche per i programmi di altri aerei, come l'aereo da trasporto militare Airbus A400M e l'elicottero NH90.

## Prodotti

### Patria Aviation
- NH90
- Mini-UAVs

Aircraft parts for
- Airbus A320
- Airbus A380
- Airbus A400M
- Embraer 145
- Saab 340
- Saab 2000

### Patria Systems
- Elettronica e tecnologia spaziale ecc.

### Vehicles
- XA-series APCs:
  - Sisu XA-180
  - Sisu XA-185
  - Patria XA-202
  - Patria XA-203
- Patria AMV - Veicolo Corazzato modulare

### Mortar systems
- AMOS - Sistema avanzato di mortaio
- NEMO - versione leggera dell'AMOS